# Jasus tristani
Jasus tristani is een tienpotigensoort uit de familie van de Palinuridae. De wetenschappelijke naam van de soort is voor het eerst geldig gepubliceerd in 1963 door Holthuis.